# Karoline Stahl
Karoline Dumpf, coniugata Stahl (anche Caroline Stahl; Gut Ohlenhof, 4 novembre 1776 – Dorpat, 1º aprile 1837), è stata una scrittrice e poetessa tedesca, educatrice e ricercatrice narrativa (quest'ultima è una dizione dell'accademia germanica che si riferisce a studiosi e divulgatori di fiabe, miti, leggende, saghe narrative ed epiche, filastrocche e barzellette, influenze e trasmissioni culturali; come gli specialisti di folclore in generale).

## Biografia
Nacque nella regione della Livonia, come figlia del segretario del tribunale distrettuale della zona, all'epoca parte della Russia. Quando crebbe si trasferì e iniziò lavorando come formatrice, dapprima a Dorpat (l'odierna Tartu), e, dal 1808 al 1820, in Germania, tra Weimar e Norimberga. Nel 1816 pubblica la sua prima opera Fabeln, Mährchen und Erzählungen für Kinder ("Favole, fiabe e racconti per bambini"), prevalentemente di carattere morale ed educativo. Sono incluse diverse prime versioni di fiabe raccolte su testo, come una su Pollicino (Däumling; da cui poi altri simili: Tom Thumb; Tom Pouce o Petit Pouce; Pulgarcito, etc…) e con Il nano ingrato, anch'essa un'opera che Wilhelm Grimm successivamente rielaborò e che ora è maggiormente conosciuta come Biancaneve e Rosarossa, una delle più celebri fiabe tedesche.
Dopo la fine del suo operato in Germania, Karoline Stahl rientrò in Russia, a Tartu (oggi in Estonia), e negli anni successivi lavorò come insegnante nella Bielorussia (in quel momento anch'essa presente dentro i confini dell'Impero zarista). Ritornò in Germania nel 1828, prendendo un impiego come governante fino al 1832.
Karoline Stahl fu una scrittrice molto prolifica, e amata dal pubblico di lettori dell'epoca, grazie ai suoi racconti. Testi narrativi e poesie minori apparvero tra il 1818 e il 1820 nell'antologia Dresdner Abend-Zeitung (o semplicemente: Abendzeitung), nel Morgenblatt für gebildete Stände (Morgenblatt), e nella rivista Zeitschrift Der Gesellschafter, diretta da Friedrich Wilhelm Gubitz.

## Pubblicazioni
- Fabeln, Mährchen und Erzählungen für Kinder, 1ª ed. 1818; 2ª ed., Tampe (Norimberga), 1821.
- Kleine Romane, 2 voll., Verlag Reclam, Lipsia, 1819.
- Romantische Dichtungen, Norimberga, 1819[3].
- Erzählungen, Vienna, 1820[4].
- Die Familie Müller: Ein Buch für die Jugend; mit Kupfern, Verlag Campe, Norimberga, 1821.
- Moralische Erzählungen, Schauspiele und Reisebeschreibungen für die Jugend, Hartmann, Riga, 1822.
- Scherz und Ernst, ein Lesebuch für die Jugend, Riga, 1823.
- Alwinens Abendstunden, Riga, 1823.
- Mährchen, Riga, 1824.
- Woldemar, Campe (Norimberga), 1830.
- Rosalinde, oder die Wege des Schicksals, 1833.